# Сухі тропічні ліси Маріанських островів
Сухі тропічні ліси Маріанських островів (ідентифікатор WWF: OC0203) — океанійський екорегіон тропічних та субтропічних сухих широколистяних лісів, розташований на островах Мікронезії в Тихому океані.

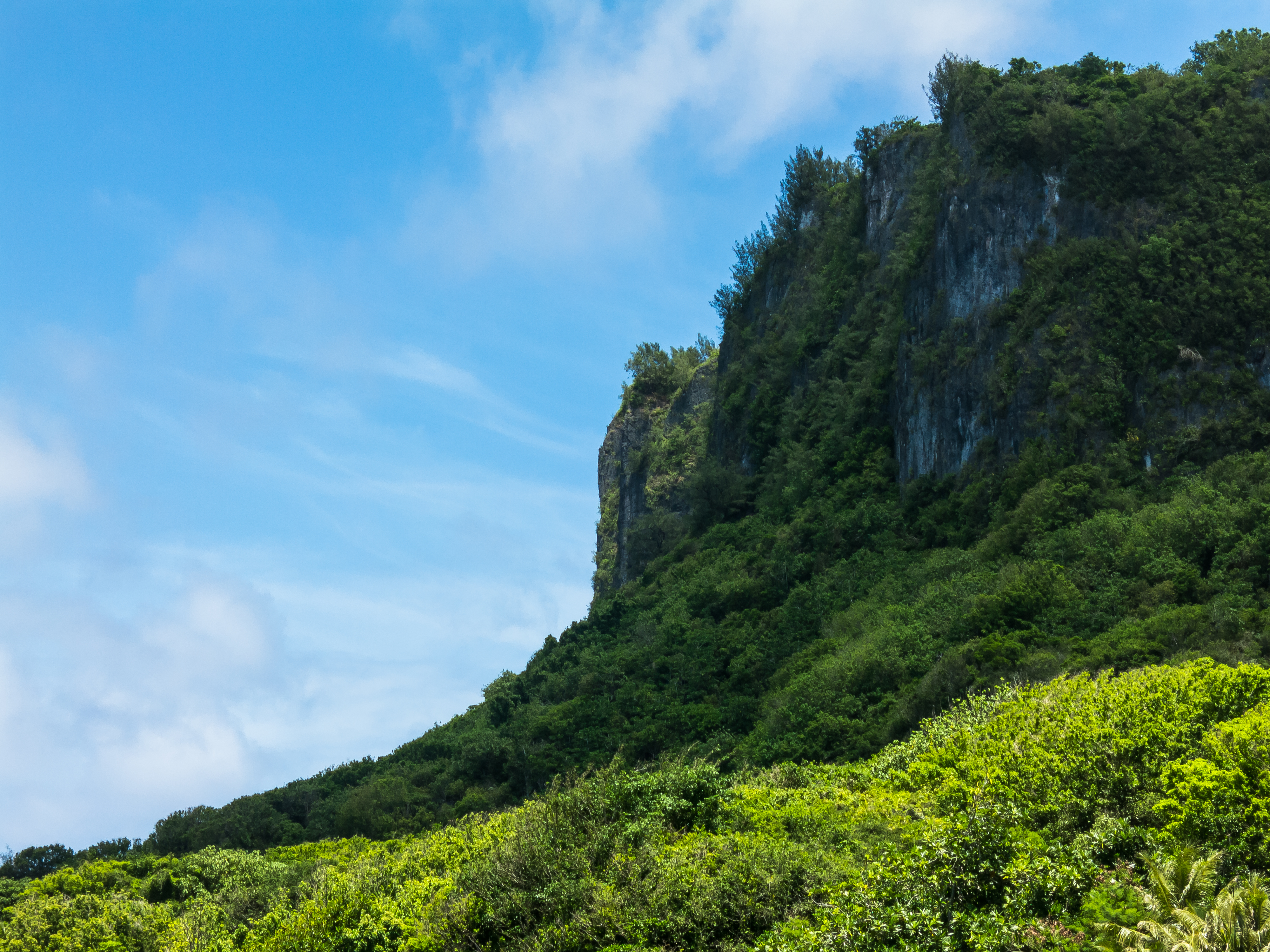
Ландшафт Гуаму

## Географія
Екорегіон сухих тропічних лісів Маріанських островів охоплює Маріанські острови, розташовані у західній частині Тихого океану. Ця острівна дуга утворилася внаслідок субдукції Тихоокеанської плити під Маріанську плиту. Вона простягається на 900 км з півночі на південь уздовж західного краю Маріанського жолоба, найглибшого океанічного жолоба світу. Адміністративно більшість островів регіону входять до Співдружності Північних Маріанських островів — неінкорпорованої території США. Найпівденніший острів Гуам є окремою територією США.
Десять північних островів архіпелагу мають вулканічне походження і є відносно молодими. Фаральон-де-Пахарос, найпівнічніший острів регіону, є активним стратовулканом. Вулканічна активність на Північних Маріанських островах триває: на Анатахані виверження відбулося у 2003 році, на Пагані — у 1981 році, а на Асунсьйоні та Гугуані — у 1906 році. Вулканічні острови регіону незаселені.
П'ять південних островів Маріанського архіпелагу є більш давніми і складаються з вулканічних порід та морських вапняків, піднятих в результаті тектонічних рухів. Їх сучасний характер відображає складну геологічну історію, що включала повторювані зміни рівня моря, тектонічні розломи, розвиток коралових рифів, підняття та ерозію. Вулканічна активність на південних островах не відбувалася з часів міоцену, і деякі території на Гуамі були оголені протягом 25-30 мільйонів років. Вулканічні райони Гуаму характеризуються великою кількістю водних потоків та складною системою дренажу. Ґрунти тут представлені або сильно вивітреними латеритними оксісолями та ультісолями або дуже молодими інцептісолями. Вапнякові райони південних островів представлені терасами або скелями з твердого вапняку, вкритими тонким шаром ґрунту. У деяких районах внаслідок вивітрювання серед оголених вапнякових скель утворилися карстові форми рельєфу. Поверхневі води у цих місцевостях відсутні. Окрім Гуама, найбільшого та найпівденнішого острова архіпелагу, до південної групи островів також входять острови Сайпан, Тініан, Рота та Агігуан.

## Клімат
На Маріанських островах домінує вологий екваторіальний клімат (Af за класифікацією кліматів Кеппена). Середня температура тут становить 24-27 °C, а її сезонні коливання є незначними. Середньорічна кількість опадів становить 2000-2500 мм, більшість з яких випадає під час сезону дощів з липня по жовтень. Протягом всього року в регіоні дмуть північно-східні пасати, а влітку часто відчувається слабкий вплив західних мусонів. На Маріанських островах часто трапляються сильні тропічні циклони та тайфуни, які спостерігаються кожного року під час сезону дощів.

## Флора
Основними рослинними угрупованнями, які зустрічаються на північних Маріанських островах є луки, що ростуть на молодих вулканічних ґрунтах. Серед старих потоків лави подекуди зустрічаються ділянки мішаних лісів, основу яких складають хвощелисті казуарини (Casuarina equisetifolia), які місцеві жителі чаморро називають гагу. Ці рослини є одними з перших дерев, які колонізують застиглі потоки лави. У підліску казуаринових лісів поширені папороті Nephrolepis hirsutula. На чотирьох менших островах, на яких не випасають кіз, також зустрічаються ліси, основу яких складають великі пізонії (Pisonia grandis).
На Агріхані, Пагані, Сарігані та Анатахані  — чотирьох найбільших островах північної групи — поширені аглаєво-елеокарпусові ліси. Двома ключовими видами у цих лісах є дерева мапуньяо (Aglaia mariannensis), ендеміки Маріанських островів, та дерева йога (Elaeocarpus joga), ендеміки Мікронезії. Мапуньяо є поширеним видом у підліску багатьох лісів регіону, оскільки це дерево може рости як на вапнякових, так і на вулканічних ґрунтах. Йога зазвичай має вигляд великого дерева з розлогою кроною, хоча на Маріанських островах через сильні шторми та тайфуни воно зазвичай досягає лише 15 м заввишки. Яскраво-сині ягоди дерев йога є улюбленою їжею багатьох лісових птахів, особливо голубів.
Острів Асунсьйон є одним з найкраще досліджених островів північної групи. Основними рослинними угрупованнями цього безлюдного острова є чагарникові широколистяні ліси, основу яких складають терміналії (Terminalia spp.). Ці листопадні дерева мають їстівне насіння, яке розповсюджується плодоїдними криланами та було улюбленою їжею перших поселенців, що заселили Маріанські острови у 1500–1400 роках до н.е. Терміналієві ліси переважають на південних схилах супервулкана Асунсьйон та на нижніх схилах на західній стороні острови. Це найкраще розвинений тип лісів на островах на північ від Сайпана. Серед інших дерев, що зустрічаються у лісах Північних Маріанських островів, слід відзначити різні види панданів (Pandanus spp.), премн (Premna spp.), пізоній (Pisonia spp.), охросій (Ochrosia spp.), трем (Trema spp.), фікусів (Ficus spp.), піптурусів (Pipturus spp.) та коралових дерев (Erythrina spp.). У прибережних лісах поширені морські гібіски (Hibiscus tiliaceus) та кокосові пальми (Cocos nucifera).
На острові Сайпан, розташованому на півдні архіпелагу, у первинних лісах домінують великі пізонії (Pisonia grandis). Також у лісах Сайпану поширені широколисті жалкі дерева (Dendrocnide latifolia), гілкоцвіті цинометри (Cynometra ramiflora), борнейські тики (Intsia bijuga) та індійські коралові дерева (Erythrina variegata), а в їх підліску — пальчасті абрикоси (Meiogyne cylindrocarpa). Серед інших дерев, що зустрічаються на Сайпані, слід відзначити пильчастолисту премну (Premna serratifolia), тихоокеанський баньян (Ficus prolixa) та барвниковий фікус (Ficus tinctoria). В підліску лісів Сайпану поширені пальчасті абрикоси (Meiogyne cylindrocarpa).
Більшу частину острова Гуам вкривають вторинні ліси, однак на північному плато та у інших малодоступних районах все ще існують розрізнені ділянки первинних лісів. На вапнякових ділянках Гуаму поширені вологі мішані ліси, серед яких виділяють 5 типів: високі артокарпусово-фікусові ліси, основу яких складають маріанські хлібні дерева (Artocarpus mariannensis) та тихоокеанські баньяни (Ficus prolixa), невисокі ліси запашної маммеї (Mammea odorata), поширені на східному уступі, відкриті чагарникові ліси прибережної кордії (Cordia subcordata), поширені на стрімких схилах та у скелястих районах, мерілліодендроново-фікусові ліси, основу яких складають великоплідні мерілліодендрони (Merrilliodendron megacarpum) та тихоокеанські баньяни (Ficus prolixa), та панданові ліси, у яких переважають покрівельні пандани (Pandanus tectorius). 
На вулканічних ділянках острова переважають луки, які перемежовуються лісами, що ростуть в ярах і ущелинах. Основу лісів, поширених у вулканічних районах Гуаму, складають покрівельні пандани (Pandanus tectorius), баконги (Pandanus dubius), морські гібіски (Hibiscus tiliaceus), тихоокеанські баньяни (Ficus prolixa), маріанські сирні дерева (Glochidion marianum) та пильчастолисті премни (Premna serratifolia). Після Другої Світової війни на Гуам з тропіків Америки була завезена сиза левкена (Leucaena leucocephala), яка широко розповсюдилася на Гуамі, де формує густі тінисті хащі.
Загалом флора Маріанських островів є відносно бідною. Тут зустрічається не більше 500 видів рослин, включаючи як місцеві, так і натуралізовані види. 55 видів рослин є ендеміками екорегіону, зокрема рідкісні дерева гуафі (Serianthes nelsonii), поширені у вапнякових районах Гуаму та Роти, а також рідкісні дерева мапуньяо (Aglaia mariannensis) та довгочерешкові еритьєри (Heritiera longipetiolata), поширені на Сайпані, Тініані, Роті та Гуамі.

## Фауна
Орнітофауна екорегіону нараховує 25 видів наземних птахів. Ендеміками Маріанських островів є маріанські тілопо (Ptilinopus roseicapilla), маріанські салангани (Aerodramus bartschi), маріанські альціони (Todiramphus albicilla), мікронезійські альціони (Todiramphus cinnamominus), тиніанські монархи (Monarcha takatsukasae), гуамські ворони (Corvus kubaryi), саїпанські очеретянки (Acrocephalus hiwae), золоті окулярники (Cleptornis marchei), ротійські окулярники (Zosterops rotensis) та говіркі окулярники (Zosterops conspicillatus). 
Ще чотири ендемічні види птахів — гуамські міагри (Myiagra freycineti), агвігуанські очеретянки (Acrocephalus nijoi), маріанські очеретянки (Acrocephalus yamashinae) та солов'їні очеретянки (Acrocephalus luscinius) — вимерли у другій половині XX століття. На щастя, гуамського пастушка (Gallirallus owstoni), ендеміка острова Гуам, відомого серед чаморро як ко'ко', вдалося зберегти, хоча він і вимер у дикій природі. В подальшому цей вид був випущений в дику природу на острові Рота та на невеликому острівці Кокос поблизу Гуаму, де він створив стійку популяцію.
Майже ендемічними представниками екорегіону є мікронезійські великоноги (Megapodius laperouse), маріанські голуби (Pampusana xanthonura), мікронезійські шпаки-малюки (Aplonis opaca), мікронезійські медовички (Myzomela rubratra) та мікронезійські віялохвістки (Rhipidura versicolor).
Єдиними місцевими ссавцями, поширеними на Маріанському архіпелазі, є рукокрилі. Ендемічні маріанські крилани (Pteropus mariannus) поширені на багатьох островах регіону, однак є рідкісними і обмежені недоступними скелястими ділянками. Тихоокеанські мішкокрили (Emballonura semicaudata rotensis) раніше зустрічалися на багатьох Маріанських островах, однак наразі їх популяція збереглася лише на острові Агігуан. Ендемічний гуамський крилан (Pteropus tokudae) востаннє спостерігався у 1960-х роках і вважається вимерлим.
Ендемічними представниками герпетофауни екорегіону є маріанські варани (Varanus tsukamotoi) та маріанські сцинки (Emoia slevini), а майже ендемічними його представниками — мікронезійські пильчастохвості гекони (Perochirus ateles). Також ендеміками регіону є низка наземних равликів, зокрема Succinea piratarum та Succinea quadrasi.

## Збереження
Люди здійснювали значний вплив на екосистеми Маріанських островів останні 3500 років. На південних островах внаслідок вирубки та спалювання ліси, що росли на вулканічних ґрунтах, деградували та перетворилася на вторинні ліси або савани. Це, у свою чергу, призвело до ерозії ґрунту та вимивання з нього поживних речовин після сильних сезонних дощів. У районах, де переважають більш родючі вапнякові ґрунти, ліси були вирубані та перетворені на кокосові плантації, поля і сади. Значна частина природних ландшафтів також була знищена під час Другої Світової війни. На покинутих сільськогосподарських угіддях поширені вторинні зарості, основу яких складають інтродуковані дерева, зокрема лаймові ягоди (Triphasia trifolia), чорні лікарські ягоди (Jatropha gossypiifolia), солодкі мавпячі сережки (Pithecellobium dulce), калабурові дерева (Muntingia calabura), запашні кананги (Cananga odorata) та, особливо, сизі левкени (Leucaena leucocephala). Залишки первісних лісів збереглися на Сайпані та Роті, тоді як на Гуамі більшість лісів були знищені.
Значною загрозою для природи екорегіону є інтродуковані види тварин. Велика рогата худоба, свині, кози та філіппінські замбари (Rusa marianna) становлять загрозу для місцевої рослинності, а малі пацюки (Rattus exulans) та коти розорюють гнізда птахів. Інтродукція чорних дронго (Dicrurus macrocercus) призвела до швидкого скорочення популяції ротійських окулярників (Zosterops rotensis). Найбільшу шкоду серед інтродукованих тварин становить бура бойга (Boiga irregularis). Ця велика деревна отруйна змія завдовжки 3 м була завезена на Гуам наприкінці Другої Світової війни і призвела до катастрофічного скорочення популяції багатьох птахів та до повного вимирання двох видів. Наразі на Маріанських островах здійснюються численні програми з відновлення видів та з контролю над інвазивними видами.
Оцінка 2017 року показала, що 157 км², або 23 % екорегіону, є заповідними територіями. Природоохоронні території включають: Гуамський національний природний заповідник (4,93 км²) та Природоохоронну зону Боланос (12 км²) на Гуамі, Природоохоронну зону Сабана (15,21 км²) та Природний заповідник Ченчон (3,29 км²) на Роті, Заповідник острова Асунсьйон (7,29 км²), Заповідник острова Гугуан (4,24 км²) та Природоохоронну зону Кагман (1,63 км²) на Сайпані.